# 2020年自由民主黨總裁選舉
2020年自由民主黨總裁選舉於2020年9月14日举行，以选出新任日本自由民主黨總裁。在自民黨總裁選舉結束3天後日本國會將举行会议选举出新首相。最後由無派閥背景的時任內閣官房長官菅義偉當選，成為自民黨第26任總裁，屬該黨首名無派閥背景的總裁，也是繼2000年的森喜朗後再次出現非世襲背景的自民黨總裁。

## 背景
自民黨總裁選舉原定2021年9月举行，但由於時任自民黨总裁、日本首相安倍晋三于2020年8月28日突然以健康问题为由辞职，迫使自民黨總裁選舉提前1年舉行。由于自民党控制着日本国会的多数席位，自民黨總裁選舉獲胜者将毫無懸念接替安倍晉三出任日本首相，完成安倍首相的剩餘任期。
自民黨總務會在2020年9月1日召開會議，決定以簡易型方式，即不辦黨員投票，是2008年自民黨總裁選舉後首次。這意味總裁選舉將計算國會議員票394票，與47個都道府縣各3票共141張的地方票，合計535票選出總裁。

## 候選人
| 候選人   | 候選人 | 年齡                 | 時任職位                   | 派閥   | 代表選區      | 參選         | 註釋   |
| -------- | ------ | -------------------- | -------------------------- | ------ | ------------- | ------------ | ------ |
| 岸田文雄 |        | 1957年7月29日 （63） | 眾議員、自民黨政務調查會長 | 宏池會 | 廣島縣第1區   | 2020年9月1日 | [ 8 ]  |
| 石破茂   |        | 1957年2月4日 （63）  | 眾議員                     | 水月會 | 鳥取縣第1區   | 2020年9月1日 | [ 9 ]  |
| 菅義偉   |        | 1948年12月6日 （71） | 眾議員、內閣官房長官       | 無     | 神奈川縣第2區 | 2020年9月2日 | [ 10 ] |

曾考慮參選但最終未成為候選人的人物：
- 野田聖子：無派閥，前總務大臣。9月1日宣佈放棄參選[11]。
- 河野太郎：志公會（麻生派）成員，時任防衛大臣。9月1日宣佈放棄參選，麻生派則支持菅義偉[12]。
- 稻田朋美：清和政策研究會（細田派）成員，前防衛大臣、前行政改革擔當大臣。未能獲得足夠提名[13]。
- 下村博文：清和政策研究會（細田派）成員，前文部科學大臣。未能獲得足夠提名[14]。
- 西村康稔：清和政策研究會（細田派）成員，時任經濟再生擔當大臣、新型冠狀病毒病對策擔當大臣。[11]
- 茂木敏充：平成研究會（竹下派）成員，時任外務大臣。因竹下派決定支持菅義偉而放棄參選。[15]

## 派閥取態
安倍晉三辭職前的民意調查顯示，自民黨支持者截至2020年8月，已屬意由石破茂擔任新首相，但石破對安倍多持批判態度，因此安倍據報不希望由石破接班，而是屬意岸田文雄，但岸田的聲勢一直沒能提升，更因疫情期間處理向國民派錢一事失誤，被質疑政治手腕不足。
隨着安倍辭職，各個派閥也陸續召開內部會議，討論支持的候選人，最終自民黨黨內7大派閥當中，除了分別推舉候選人的水月會（石破派）及宏池會（岸田派）外，其餘五大派系全數支持菅義偉，再加上部分無派閥議員支持，早在9月初已估計菅義偉可在394張國會議員票中取得最少284張，形成「一強兩弱」格局，菅義偉這才在9月2日正式宣佈參選總裁。

## 選舉結果
| 候選人 | 候選人   | 國會議員投票 | 國會議員投票 | 都道府縣代表      | 都道府縣代表 | 都道府縣代表 | 總分 | 總分 | 總分    |
| 候選人 | 候選人   | 投票數       | %            | 票數 (沖繩縣除外) | 代表         | %            | 總數 | 總數 | %       |
| ------ | -------- | ------------ | ------------ | ----------------- | ------------ | ------------ | ---- | ---- | ------- |
|        | 菅義偉   | 288          | 73.28%       | >364,866          | 89           | 63.12%       | 377  |      | 70.60%  |
|        | 岸田文雄 | 79           | 20.10%       | >91,094           | 10           | 7.09%        | 89   |      | 16.67%  |
|        | 石破茂   | 26           | 6.62%        | >216,022          | 42           | 29.79%       | 68   |      | 12.73%  |
| 總數   | 總數     | 393          | 100.00%      | >671,982          | 141          | 100.00%      | 534  |      | 100.00% |

菅義偉在總票數535票中獨取377票，以逾70%得票率壓倒性當選，石破茂取得68票，岸田文雄拿下89票。不過石破茂的地方代表票有42票，總票數排次席的岸田只有10票。日本國會參眾兩院其後在9月16日舉行內閣總理大臣指名選舉，正式選出菅義偉出任日本第99任首相，接替安倍晉三。